# Neuron vận động
Một neuron vận động là một neuron mà thân tế bào của nó nằm ở trong vỏ não vận động, thân não hoặc tủy sống, và các sợi trục phóng về phía tủy sống hoặc bên ngoài tủy sống để điều khiển các cơ quan tác động một cách trực tiếp hoặc gián tiếp, chủ yếu là cơ và các tuyến. Có hai loại neuron vận động – neuron vận động cao hơn và neuron vận động thấp hơn. Sợi trục từ neuron vận động cao hơn synap vào liên neuron trong tủy sống và đôi lúc trực tiếp xuống neuron vận động thấp hơn. Sợi trục từ neuron vận động thấp hơn là các dây thần kinh ly tâm mang tín hiệu từ Tủy sống tới các cơ quan tác động.
Một neuron vận động duy nhất có thể phân bố nhiều sợi cơ và một sợi cơ có thể trải qua nhiều điện thế hoạt động trong một lần co cứng cơ duy nhất. Do đó, nếu một điện thế hoạt động tới trước khi sự co cơ kết thúc, sự co cơ có thể xảy ra chồng lên nhau, hoặc là cộng dồn hoặc là tetanic contraction.

## Phát triển
Neuron vận động bắt đầu phát triển ở giai đoạn đầu của phát triển phôi,và các chức năng vận động tiếp tục phát triển xuyên suốt thời thơ ấu. Sợi trục của neuron vận động bắt đầu xuất hiện ở tuần phát triển thứ tư từ vùng bụng của trục bụng-lưng.